# Frøya Dorsin
Frøya Brennskag-Dorsin (Trondheim, 7 januari 2007) is een Noors voetbalspeelster. Ze speelt als aanvaller voor Paris Saint-Germain Féminines in de Division 1 Féminine. Dorsin is de dochter van oud-profvoetballer Mikael Dorsin.

## Clubcarrière
Dorsin begon met voetballen bij Idrettslaget Trond. In 2022 stapte ze over naar Rosenborg BK Kvinner. Dorsin debuteerde op vijftienjarige leeftijd voor Rosenborg in de Toppserien door in te vallen in een wedstrijd tegen Stabæk IF op 30 oktober 2022. Dorsin maakte op 13 april 2024 haar basisdebuut voor Rosenborg in de Toppserien. In deze wedstrijd, eveneens tegen Stabæk IF, maakte Dorsin ook haar eerste doelpunt in de Toppserien en bepaalde ze daarmee de 1-0 eindstand. In het seizoen 2023/24 kwam Dorsin tot vijf doelpunten en drie assists voor Rosenborg.
Dorsin maakte op 20 september 2024 de overstap naar het Franse Paris Saint-Germain Féminines. Voor de Parijzenaars tekende ze een contract tot medio 2027. De Parijzenaars betaalden één miljoen euro voor de komst van Dorsin. Dorsin maakte op 18 oktober 2024 haar debuut in de Division 1. In een thuiswedstrijd tegen RC Strasbourg maakte ze haar eerste doelpunt voor de Parijzenaars. Dorsin tekende in mei 2025 een nieuwe verbintenis die haar tot medio 2028 aan Paris Saint-Germain verbonden houdt.

## Statistieken
| Seizoen | Club                          | Competitie          | Competitie | Competitie | Beker | Beker | Overig | Overig | Totaal | Totaal |
| Seizoen | Club                          | Competitie          | Wed.       | Dlp.       | Wed.  | Dlp.  | Wed.   | Dlp.   | Wed.   | Dlp.   |
| ------- | ----------------------------- | ------------------- | ---------- | ---------- | ----- | ----- | ------ | ------ | ------ | ------ |
| 2022    | Rosenborg BK Kvinner          | Toppserien          | 1          | 0          | 0     | 0     | 0      | 0      | 1      | 0      |
| 2023    | Rosenborg BK Kvinner          | Toppserien          | 9          | 0          | 0     | 0     | 0      | 0      | 9      | 0      |
| 2024    | Rosenborg BK Kvinner          | Toppserien          | 18         | 5          | 0     | 0     | 2      | 0      | 20     | 5      |
| 2024/25 | Paris Saint-Germain Féminines | Division 1 Féminine | 10         | 2          | 1     | 0     | 0      | 0      | 11     | 2      |
| Totaal  | Totaal                        | Totaal              | 38         | 7          | 1     | 0     | 2      | 0      | 41     | 7      |

Bijgewerkt t/m 20 mei 2025.

## Interlandcarrière
Dorsin kwam als jeugdinternational uit voor Noorwegen -15, Noorwegen -16, Noorwegen -17 en Noorwegen -19.